# Mary Is Coming
Mary Is Coming es el primer álbum de la banda de pop-rock noruega-americana Savoy, lanzado de 27 de febrero de 1996 en EE. UU. y Europa bajo el sello discográfico de Warner Bros. Records. Mary Is Coming fue grabado en Oslo, Nueva York y Londres.
En las canciones destacan, sobre todo, la guitarra y son muy distintas de las canciones que Paul escribió para a-ha.
Mary Is Coming alcanzó Disco de Oro en Noruega vendiendo allí más de 50 000 copias.

## Lista de canciones
1. Daylight's Wasting
2. Tears From A Stone
3. Velvet
4. Foolish
5. Half An Hour's Work
6. Underground
7. Get Up Now
8. Still I'm On Your Side
9. We Will Never Forget
10. Raise Your Sleepy Head
11. Mary Is Coming
12. Fade (pista oculta)

## Créditos
- Paul Waaktaar-Savoy: vocales, guitarras, bajo.
- Lauren Savoy: guitarras.
- Frode Unneland: batería.

- Vocales en pista 3 por Simone Larsen.

- Todas las canciones escritas por Paul Waaktaar / Lauren Savoy.

- Producido por: Savoy.

- Discográfica: Warner Bros. Records.

- Datos: Q3850476